# Застава Клиши (картина)
«Заста́ва Клиши́» (фр. La Barrière de Clichy) или «Заста́ва Клиши́. Оборо́на Пари́жа, 30 ма́рта 1814» (фр. La Barrière de Clichy. Défense de Paris, le 30 mars 1814) — картина французского художника Ораса Верне, написанная им в 1820 году.
Творчество Верне, известного своими батальными картинами и полотнами на исторические темы, пользовалось спросом у французской элиты. В 1820 году художник получил заказ на картину от Клода Одио, придворного ювелира Наполеона. Он, как и сам Верне, принял активное участие в обороне заставы Клиши (на месте нынешней площади Клиши), возглавляемой маршалом Монсеем во время недолгой обороны Парижа от армии Шестой коалиции в 1814 году. На картине изображён эпизод из обороны Клиши, когда маршал Монсей отдаёт приказ полковнику Одио не допустить захвата русскими войсками Монмартра. Вокруг данной центральной группы полотна на фоне теряющихся в дыму канонады укреплений и здания заставы Клиши стоят и лежат раненые солдаты, вдалеке сражаются волонтёры-бонапартисты, а рядом сидит крестьянка-беженка с грудным ребёнком. Из-за своего про-бонапартистского содержания работа не была допущена на Парижский салон 1822 года, после чего Верне организовал частную выставку у себя в студии, на которой и выставил данное полотно. Картина положительно была оценена критиками, во многом из-за своего реализма, так как художник сам был свидетелем описанных им событий. Полотно находилось в собственности Одио, затем он передал его в дар Палате пэров, откуда картина попала в Люксембургский музей, а затем в Лувр, где и находится в настоящее время.

## История создания

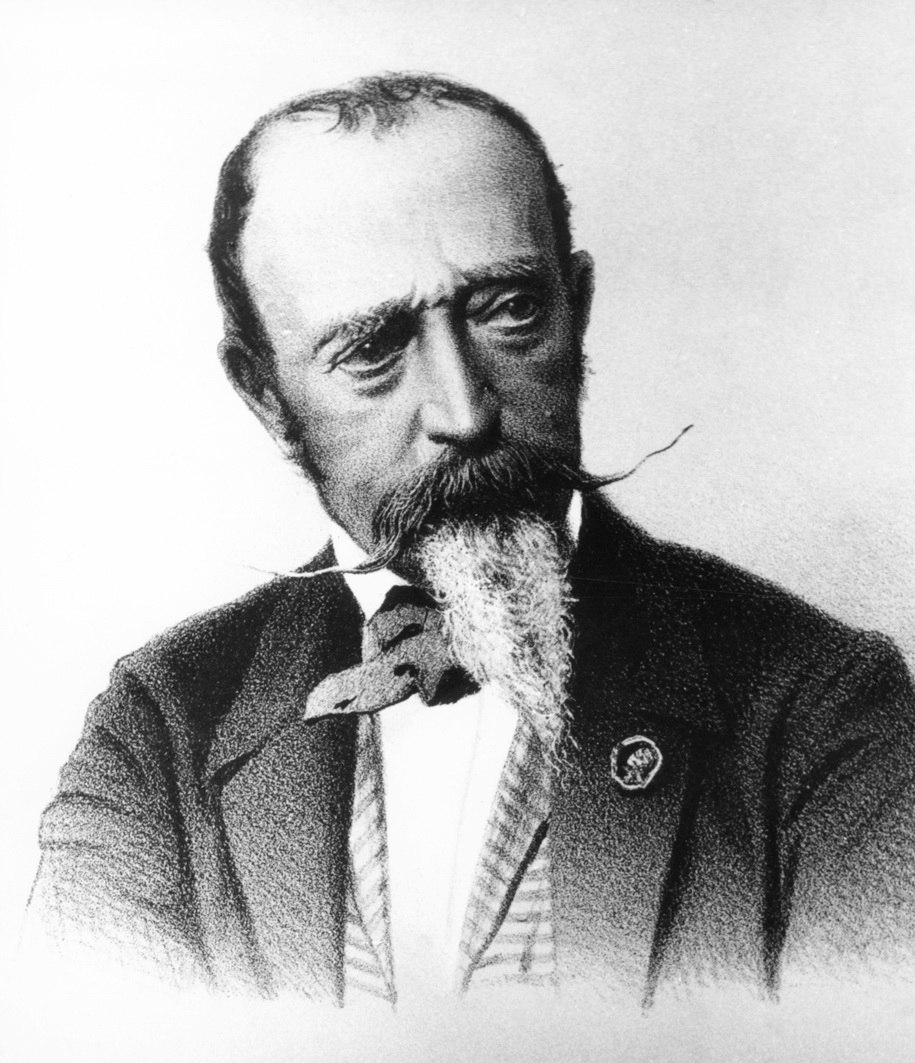
Орас Верне

Известный своими батальными полотнами и картинами на исторические темы, Орас Верне, правнук Жозефа Верне и сын Карла Верне, был любимым художником как у оппозиции, так и у герцога Орлеанского, будущего короля Луи-Филиппа, своего патрона. Будучи бонапартистом и патриотом до глубины души, Верне запечатлевал наполеоновскую эпоху во многих своих работах. Уже после реставрации, в 1820 году картину по теме недолгой обороны Парижа от армии Шестой коалиции 30 марта 1814 года у художника заказал лично Клод Одио на память о тех славных и последних днях империи. Он, ювелир императорского двора и самого Наполеона, в 1814 году был полковником Национальной гвардии и принимал активное участие в обороне заставы Клиши, также как и сам Верне. Именно за участие в обороне Клиши художник стал кавалером ордена Почётного легиона. Так, согласно письму из архива Национальных музеев Франции, «Орас Верне, су-лейтенант гренадер 3-го батальона 2-го полка [Национальной гвардии Парижа], храбро сражался с самого утра и до вечера».
В первые годы реставрации студия Верне стала местом встречи художников и ветеранов, открыто противостоявших власти Бурбонов, а сам он выставлял напоказ свою тягу к культу Наполеона. При этом творчество Верне было востребовано и пользовалось популярно при любом из режимов Франции той эпохи. Так, при Карле X он расписал потолок одного из залов Лувра своей фреской «Юлий II руководит работами в Ватикане», а уже при Июльской монархии он получил большое количество официальных заказов для Музея истории Франции в Версале. Картина «Застава Клиши», также известная как «Застава Клиши. Оборона Парижа, 30 марта 1814», была написана в 1820 году и стала частью серии полотен, созданных Верне в память о великих битвах французской истории, в числе которых — «Битва при Лас-Навас-де-Толоса» (1817; Версаль), «Битва при Жемаппе» (1821; Лондонская национальная галерея), «Битва при Монмирале» (1822; Лондонская национальная галерея), «Битва при Ханау» (1824; Лондонская национальная галерея), «Битва при Вальми» (1826; Лондонская национальная галерея).

## Контекст

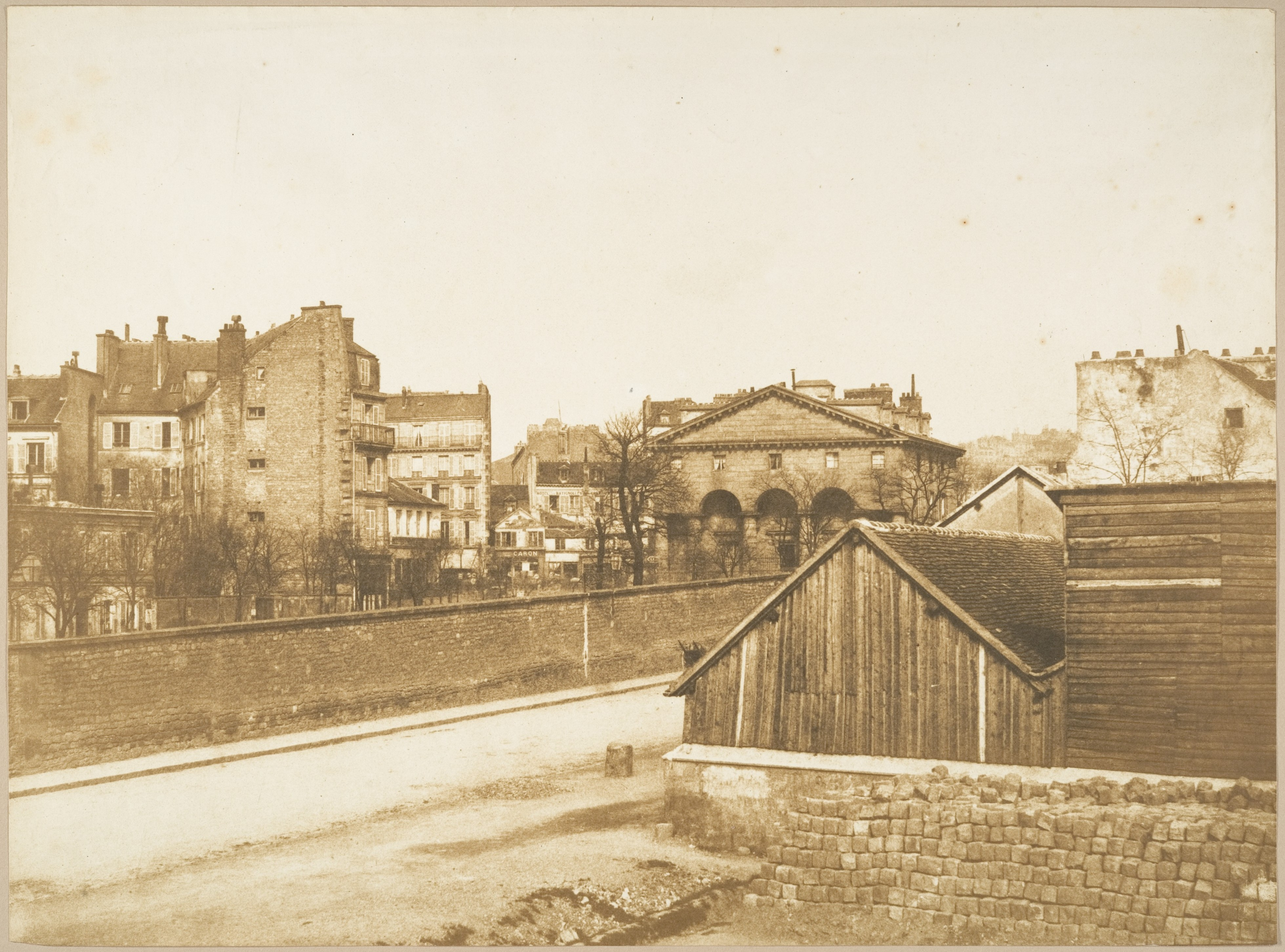
Вид на заставу Клиши

Шестая коалиция, сформированная из Англии, Австрии, Пруссии, России и Швеции, одержала решительную победу при Лейпциге 19 октября 1813 года. В январе 1814 года 800-тысячные коалиционные войска при поддержке графа д’Артуа и герцога Ангулемского пошли в наступление в сторону Парижа, по словам архитектора Пьера-Франсуа Фонтена, двинулись «на столицу как поток». Ввиду этого Наполеон был вынужден перенести боевые действия на французскую территорию, а именно к северо-востоку от Парижа. После ряда побед, союзники вышли к столице, защищённой лишь 20-тысячным гарнизоном и 12-тысячами национальных гвардейцев, вооружённых только 10-ю тысячами ружей, а также пиками. 11 января командующий Национальной гвардии маршал Монсей был назначен ответственным за защиту столицы на заставах, которые были построены крестьянами и не представляли особой ценности для обороны. В нечастых палисадах заставы Клиши размещались бойницы, а пригороды окружали баррикады. 27—28 марта союзники заняли позиции в Пантене, Бонди и в районе Сен-Дени, и утром 30 марта пошли в наступление. Маршал Монсей руководил боевыми действиями против российских войск у заставы Клиши, возглавив довольно пёструю воинскую группировку, состоящую из немногим более тысячи мужчин, бонапартистов, волонтеров, буржуа, солдат-инвалидов и юных студентов политехнических и ветеринарных школ, неопытных, но всё же успешно и доблестно сопротивлявшихся. Потеря французских позиций тем же утром в Пантене, Бельвиле, Роменвиле и Бют-Шомоне, привела к капитуляции Парижа, подписанной маршалом Мармоном в ночь с 30 на 31 марта. Утром 31 марта, в 12 часов дня союзники вошли в Париж через ворота Сен-Мартен.

## Композиция

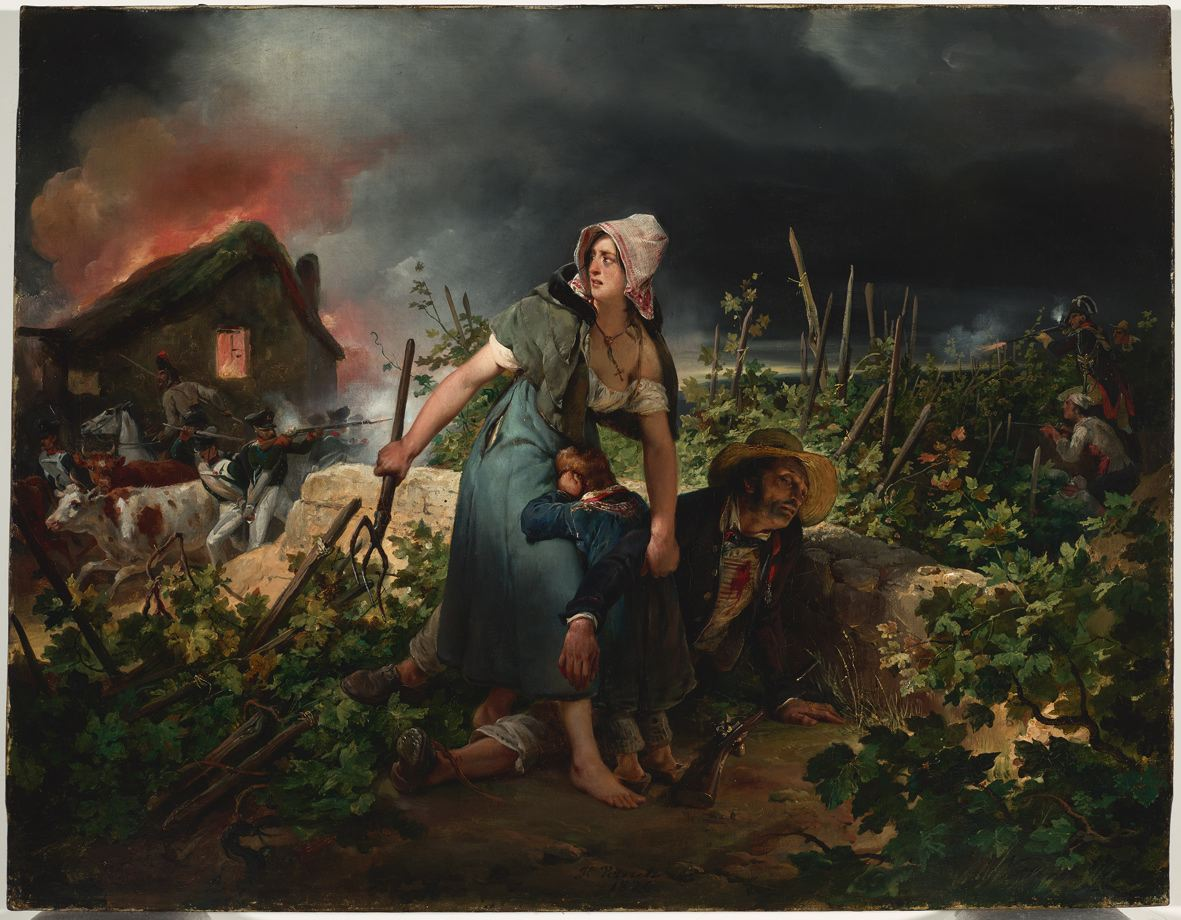
«Эпизод из кампании во Франции 1814 года»

Картина написана маслом на холсте, а её размеры составляют 0,98 × 1,31 м. Подпись: «Horace Vernet, 1820».
Старый маршал Монсей, командовавший пёстрой толпой гвардейцев, изображён в движении в самом центре полотна, верхом на лошади. Вытянув руку вперёд и показывая в спину толпящихся на правой стороне полотна гвардейцев, Монсей отдает приказ полковнику Одио не допустить захвата русскими Монмартра. По бокам на переднем плане полотна зритель может увидеть довольно трогательные моменты из обороны заставы Клиши, наполненные множеством реалистичных деталей и мельчайших подробностей атмосферы баррикадного боя. Прямо на сундуке расположилась крестьянка в светлой одежде со своим скромным скарбом, приметами повседневной жизни — домашней утварью, одеялом и матрасом. Как символ растерянности, отчаяния и поражения, на руках она держит маленького ребёнка, прижимая голову его к своему сердцу и кормя грудью. Женщина, оставшаяся без крова, волнуется и кажется ждёт своего мужа, отправившегося на борьбу. Перед самой обороной бедные обитатели парижских окрестностей, спасаясь от наступавших войск коалиции, поспешно прибыли в столицу, надеясь найти там безопасное убежище и спасти хоть какие-то остатки своего имущества. Образ этой крестьянки-беженки будет повторен Верне в написанной в 1826 году картине «Эпизод из кампании во Франции 1814 года» (Калифорнийский дворец Почетного легиона).
Справа от женщины на земле у забора сидят два молодых бесстрашно сражавшихся студента-гвардейца, лица которых полны страданий — один из них ранен в руку, что ещё больше подчёркивает трагизм происходящего (подготовительный этюд к этой фигуре хранится в музее Карнавале в Париже). Слева же показан лансьер, вернувшийся с передовой к раненым солдатам, у одного из них перевязана голова, а у другого — в повязке висит сломанная рука. Элемент непрерывного движения картине придает тот момент, что тело лансьера направлено к товарищам, а голова обращена в сторону боя, где по предположению критиков «неумелые конскрипты первым же выстрелом из пушки убили под ним лошадь». За этой группой в крайнем левом углу видна загадочная фигура — драгун с забинтованным лицом в шлеме и в белом плаще, сидящий верхом на лошади. Образ этот был впоследствии повторён Теодором Жерико, другом Верне, в своём этюде маслом от 1822 года (Музей изящных искусств Дижона).

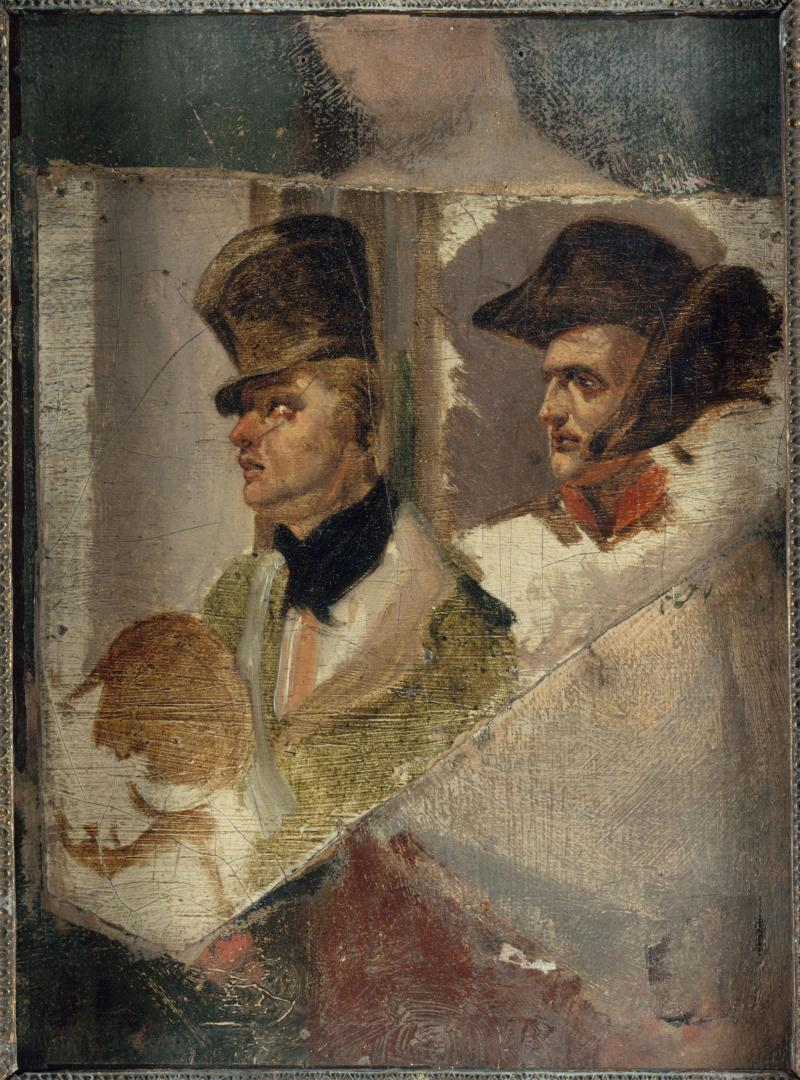
Этюд Верне

Действие картины разворачивается на фоне портика павильона заставы Клиши, спроектированного архитектором Клодом-Никола Леду в 1790 году и разобранного в 1860 году. Прямо перед маршалом холст образно поделён на две половины деревянными воротами палисада, укрепления заставы на пути в Париж. Задний план, выполненный в более равномерных и темных тонах, заполнен гвардейцами, теряющимися в дыму канонады на фоне виднеющегося вдали кабаре-ресторана «У папаши Латюиля», штаб-квартиры маршала Монсея, ставшего впоследствии знаменитым по картине Мане. Примечателен тот факт, что в дни обороны папаша Латюиль открыл свои подвалы для солдат и наставлял их: «Пейте, мои друзья, пейте бесплатно. Не оставляйте казакам ни одной бутылки моего вина».
Центральная группа полотна образует композиционный треугольник, направленный остриём вниз и сформированный пикой шеволежера, шпагой Одио и ружьём гвардейца, который повторяется в линиях растяжек висящего над площадью фонаря. Ещё один композиционный треугольник сформирован фигурами инвалидов, беженки и раненых гвардейцев, и повторяется в треугольной крыше здания кабаре на дальнем плане. Художник наделил полковника чертами самого заказчика картины Одио, в то время как парижане — реальные, но безымянные герои обороны — также важны, как и прославленный маршал Монсей. Среди солдат можно разглядеть и самого Верне — с всклокоченными волосами и в гренадерском мундире, в порывистом движении в группе гвардейцев, затаскивающих пушку на территорию заставы. Также заметны фигуры Эммануэля Дюпати (командующий гвардейцами у пушки на дальнем плане), Никола-Туссена Шарле (с ружьем в правой части картины), Александра де Лаборда (слева от маршала Монсея) и Амедея Жобера (слева от Лаборда). Некоторые имена запечатлённых на картине личностей сохранились, однако определить их местоположение на картине не представляется возможным — это награжденный почётным крестом за Аустерлиц месье Кастера, старый солдат Бертан, капитан Амабль Жирарден, Маргарити, сын маршала полковник Бон-Мари Жанно де Монсей.
Правдиво выписаны взаимоотношения и выражения лиц солдат, несмотря на их однообразный внешний вид — синие мундиры с красными погонами, бликующие на солнце и приглушающие своими неоднородными тонами холодность цвета. Композиция, точная и реалистичная, сочетает в себе одновременно смелость и отчаяние, преданность, героизм и патриотизм добровольцев, вставших в обороне Парижа, их последние благородные и мужественные усилия по защите своего города. Выполненная в неоклассическом стиле, картина совсем не выглядит романтизированной — без эпохальных батальных сцен Гро, но детально выписана как у Жерико; колористическая композиция не совсем сходна с Делакруа, но по своему реализму близка к Деларошу. В общем, полотно полностью подпадает под веяния эпохи «золотой середины» при Июльской монархии, провозглашавшей компромисс в соединении тенденций жанровой и исторической живописи, классических и романтических направлений в искусстве.

## Судьба

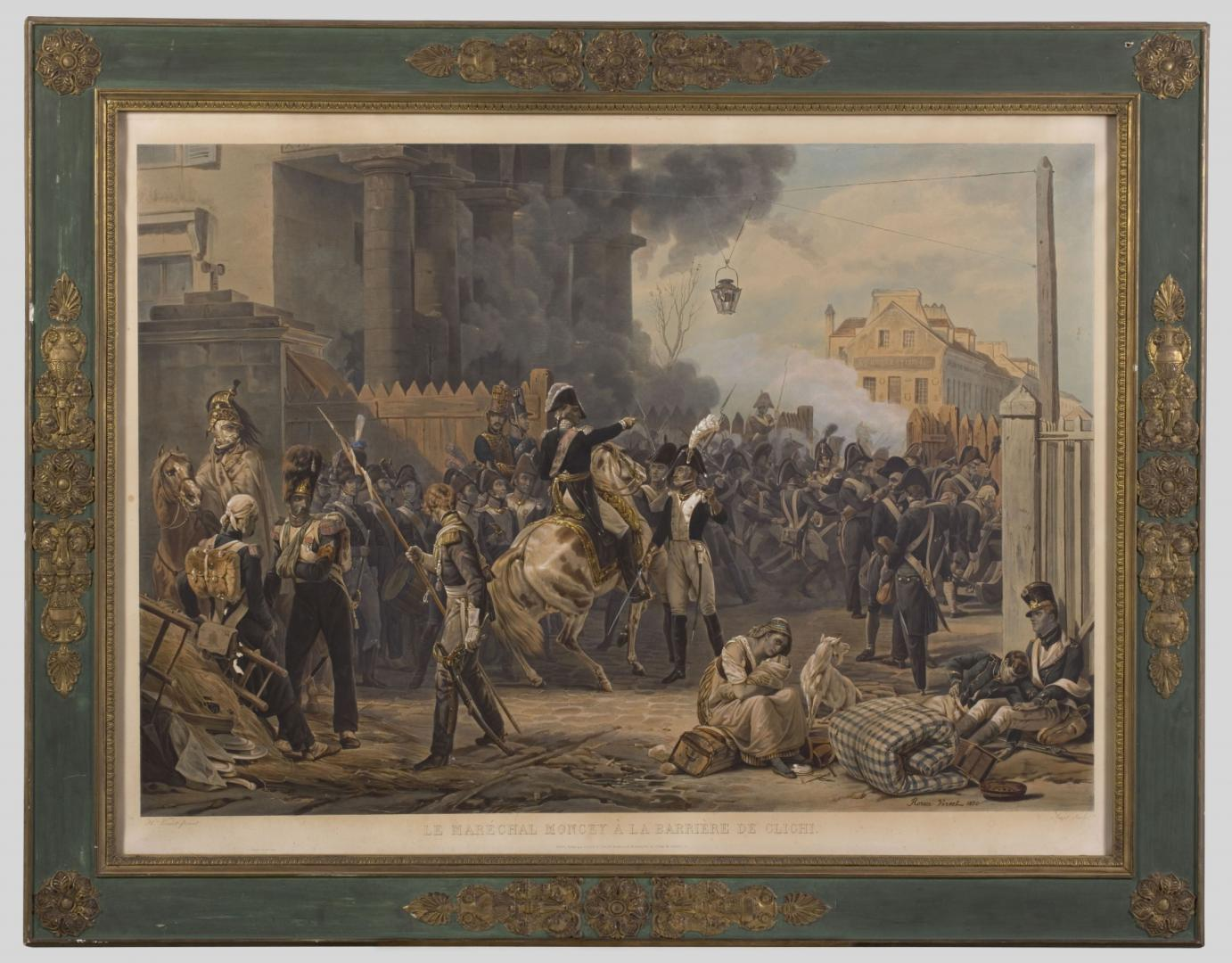
Гравюра с картины

Картина была отвергнута жюри Салона 1822 года по политическим соображениям, возможно из-за симпатий художника к бонапартистам. Как известно из переписки директора королевских музеев Огюста де Форбена и его непосредственного начальника, министра королевского двора маркиза де Лористона, первый неоднократно выражал свою тревогу по поводу изображения Верне на своей картине трехцветных флагов и кокард, известных примет революционной эпохи. Тем не менее, Верне сам организовал частную выставку прямо у себя в личной студии, на которой с 7 мая по 11 июня экспонировал более чем сорок своих полотен, в том числе и «Заставу Клиши». Цензура только прибавила популярности полотнам художника, и на его работы сбежался посмотреть чуть ли не весь Париж, а выставка стала событием политической важности и широко освещалась в прессе.
Так, Шарль Бодлер писал, что в своих батальных полотнах «г-н Орас Верне подобен солдату, написавшему картину. […] Это есть абсолютная антитеза художнику». В свою очередь Теофиль Готье отмечал, что «Застава Клиши останется одной из лучших картин художника. Композиция значительна, проста и правдоподобна». Арман Дайо охарактеризовал композицию как «одновременно сдержанную и драматичную». Анри Делаборд обратил внимание на детализованный и характерный для Верне живописный рисунок, отмечая, что «всё хорошо прописано, техника элегантная без хвастовства, легкая без поправок и небрежностей». Вместе с тем Стендаль выражал сожаления по поводу того, что Верне не использовал резкие контрасты светотени, ввиду чего картине недостаёт страсти. Шарль Блан отмечал холодность, приглушённость и тусклость цветов, объясняя это тем, что в этот грустный день «Франция потеряла свою честь». Шарль Бёле предположил, что Верне в своей картине передал те «впечатления, которые он сам прочувствовал» и «показал нам то, что сам видел». Между тем, Огюст Жаль особо выделил фигуру женщины с ребенком, смотрящей с полотна на зрителя в ожидании мужа, как «трогательный, можно сказать, романтический эпизод». Одни критики посчитали, что стоящая рядом с крестьянкой коза есть само воплощение духа и бессмертной души Парижа, в то время как иные видели в её образе аллегорию на обманутый и предательски капитулировавший город.
Благодаря своему реализму и живой композиции работа пользовалась большим успехом у общественности. Широкое хождение получили и литографии. Они позволяли распространять такие бонапартистские картины, как «Застава Клиши», в народных массах, в том числе и среди ветеранов наполеоновских войн.
В 1835 году Одио передал работу в дар Палате пэров. В 1837 году она вошла в коллекцию Люксембургского музея, а 1874 году поступила в собрание Лувра. В настоящее время картина выставляется в зале 61 в крыле Сюлли на втором этаже Лувра. Авторская копия хранится в Немецком историческом музее в Берлине.